# Habitatge al carrer de la Creu (la Galera)
L'Habitatge al carrer de la Creu és una obra eclèctica de la Galera (Montsià) inclosa a l'Inventari del Patrimoni Arquitectònic de Catalunya.

## Descripció
Habitatge construït a l'any 1900 i d'un estil més refinat que l'arquitectura rural pròpiament dita. Es tracta d'una casa cantonera de planta irregular en forma de paral·lepíped. A la planta baixa hi ha les dependències que fan la funció de magatzem de les eines i productes del camp. Al primer pis hi ha l'habitatge familiar. La porta principal té un arc peraltat on hi ha la data de construcció de l'edifici: 1900 i tres finestres estretes i altes -dos d'elles tapades amb maons- Els balcons del primer pis són també alts i estrets. Finalment hi ha una terrassa molt àmplia ornada amb balustres i copes per contenir plantes.